# Serra, Espírito Santo
Serra là một đô thị thuộc bang Espírito Santo, Brasil. Đô thị này có diện tích 553,254 km², dân số năm 2007 là 394370 người, mật độ 712,82 người/km².